# David P. Farrington
David P. Farrington, född 7 mars 1944 i Ormskirk i Lancashire, död 5 november 2024, var en brittisk professor i psykologisk kriminologi vid Kriminologiska institutionen på Cambridge University i England. Han är främst känd för sitt arbete med Cambridge Study in Delinquent Development (CSDD) inom vilken han utvecklat en kriminologisk teori inom "life-course" (livscykelteorier), som är en integrerad modell kallad The Farrington Theory.

## Biografi

### Yrkeslivet
David Farrington tog kandidat-, master- och doktorsexamen i psykologi vid Cambridge University i England, där han idag är verksam som professor i psykologisk kriminologi sedan 1969. Farrington är gästprofessor i psykiatri på Western Psychiatric Institute and Clinic vid University of Pittsburgh. Han har plubliserat fler än 20 böcker och skrivit över 100 artiklar inom kriminologi och psykologi och över 100 enskilda kapitel i böcker. Flera artiklar är skrivna inom ramen för the Cambridge Criminology Series och tidskriften Criminal Behavior and Mental Health för vilka han är medredaktör. Han är också inblandad i flera andra tidskrifter.
Farrington har flera förtroendetyngda uppdrag, bland annat som medlem av United States National Academy of Sciences Panel on Criminal Career Research, medordförande för U.S Office of Juvenile Justice and Delinquency Prevention Study Group on Very Young Offenders, ordförande för American Society of Criminology, European Association of Psykology and Law med flera. Han har också varit ordförande för British Society of Criminology.

### Forskning
Inom ramarna för CSDD har han genomfört en av de längsta och mest extensiva longitudinella studierna på ungdomsbrottslighet och vuxnas kriminalitet som någonsin gjorts. Farrington tillhör den grupp kriminologiska teoretiker som har ett multidimentionellt perspektivt för att förklara roten till kriminellt beteeende och menar att det är flera faktorer som spelar in samtldigit, såsom sociala, personliga och ekonomiska, och att dessa faktorers betydelse varierar över tid beroende på var i livet individen befinner sig.
Senare års studier har mycket varit inom brottsbekämpning och brottsprevention.

### Utmärkelser
Farrington belönades 1984 av American Society of Criminologists med Sellin-Gleck award för sina bidrag inom kriminologi.
Han tilldelades 2013 Stockholmspriset i kriminologi.